# Сарухан, Александр
Александр Сарухан (арм. Ալեքսանդր Յակոբի Սարուխան; 1 октября 1898, Ардануч, Кавказский край — 1 января 1977, Каир) — армяно-египетский карикатурист. Считается одним из лучших и самых известных карикатуристов в арабском мире. Его рисунки появлялись в ряде арабских и международных газет и журналов.
Родился в г. Батуми. Начальное образование получил в Батуми, позже, после того, как в 1908 году в возрасте десяти лет переехал в Османскую империю, учился в стамбульском колледже Мхитарян.
Вместе со своим братом Левоном издавали еженедельный журнал. В 1920—1923 гг. сотрудничал с юмористическим журналом «Гаврош» (Стамбул). В 1922 году он уехал из Турции и учился в Брюссельской академии графики. Закончил учёбу за два года вместо обычных четырёх.
Работал переводчиком русского, турецкого и английского языков в британской армии.
Считается основателем Египетской карикатурной школы, среди его последователей — арабские графики Рахт, Абдэль Сагим и др.
Был удостоен международных наград.
Автор ряда юмористических произведений, комедии «Мы не знаем армянский язык».